# Antonio Canevari

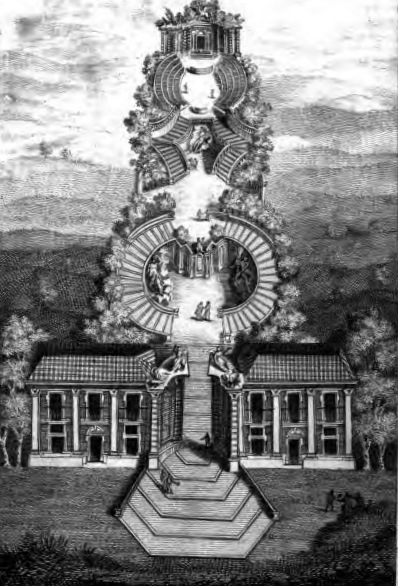
Il progetto del Bosco Parrasio

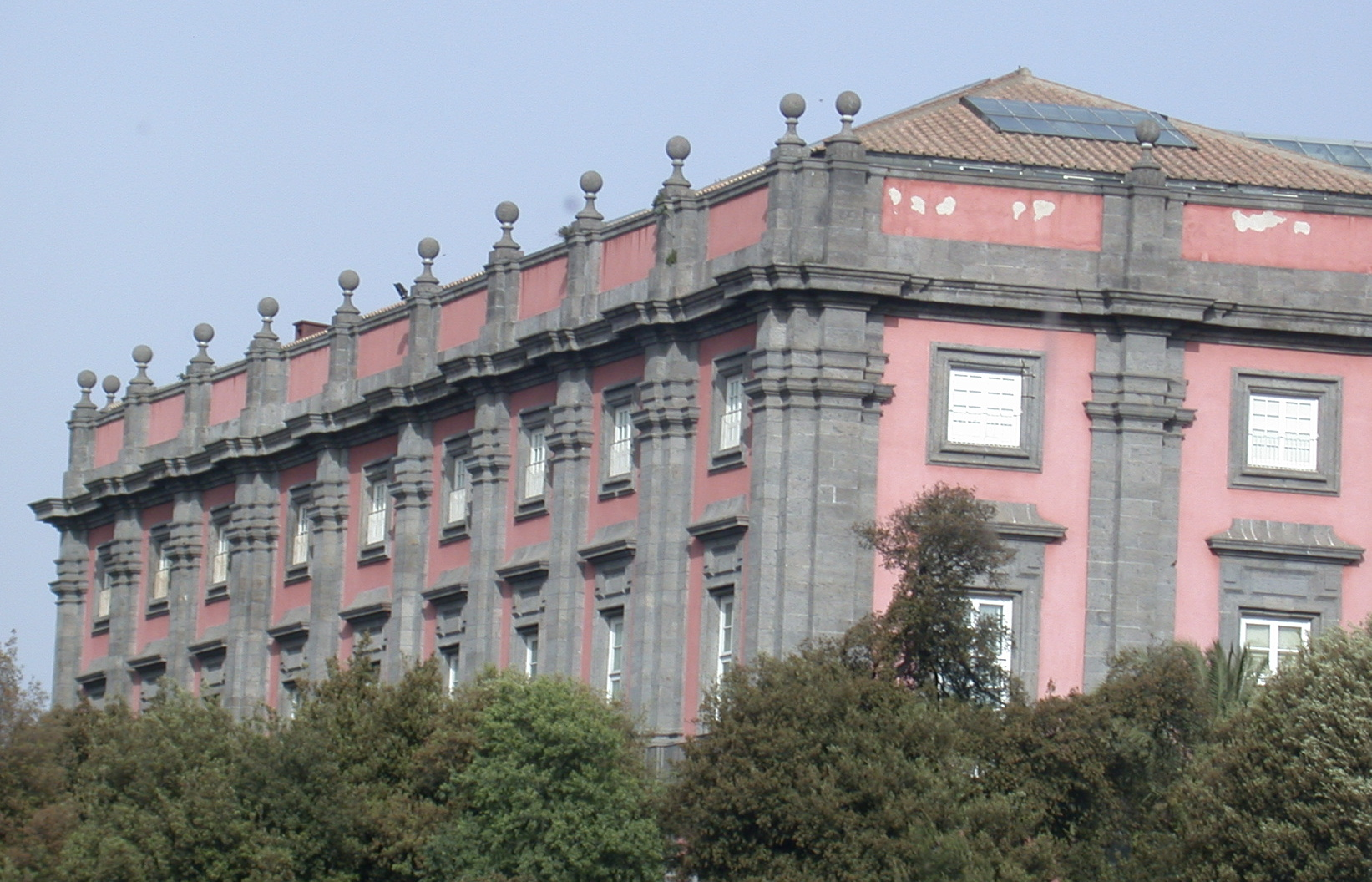
La reggia di Capodimonte a Napoli

Antonio Canevari (Roma, 1681 – Napoli, 1764) è stato un architetto italiano.

## Biografia
Allievo a Roma del poco noto Antonio Valeri, Canevari si mise in mostra nel 1703, vincendo il primo premio ad un concorso di disegno dell'Accademia di San Luca. Nel 1715 partecipò, insieme a Filippo Juvara, Nicola Michetti e ad altri al concorso per la sacrestia della Basilica di San Pietro in Vaticano. Nel 1713 fu ammesso alla Congregazione dei Virtuosi al Pantheon e nel 1715 all'Accademia dell'Arcadia, di cui nel 1723 sarebbe divenuto architetto ufficiale.
Nel 1725 re del Portogallo Giovanni V offrì in dono all'Accademia un'area sul Gianicolo che Canevari trasformò nel Bosco Parrasio, secondo un pittoresco progetto che comprendeva edifici e sistemazioni del pendio intorno ad una monumentale e articolata scalinata (analoga a quella di Piazza di Spagna), realizzata solo in parte e modificato in seguito.
Nel 1727 fu chiamato dal re in Portogallo per partecipare agli allestimenti di un matrimonio reale e per collaborare alle imprese monumentali che il monarca intendeva compiere.  Tra il 1727 e il 1732 Canevari soggiornò a Lisbona, dove eseguì diverse opere che andarono però  in parte distrutte con il terremoto del 1755. Tra i suoi lavori in Portogallo troviamo le opere di sistemazione della residenza reale, il palazzo della Ribeira; la progettazione e la direzione dei lavori di costruzione dell'acquedotto di Santo Antão do Tojal; la direzione dei lavori iniziali di costruzione dell'acquedotto delle Acque Libere (dove venne sostituito da Manuel da Maia); la progettazione e la direzione dei lavori di costruzione del Palácio da Mitra a Santo Antão do Tojal (residenza del Patriarca di Lisbona); la progettazione e la direzione dei lavori di costruzione della torre dell'università di Coimbra. In questi anni le sue commissioni romane (tra cui quella per un ciborio per l'abbazia di Montecassino) furono "ereditate" e portate avanti dall'allievo Nicola Salvi.
Tornato in Italia, Canevari fu richiesto da re Carlo di Borbone, che cercava architetti di prestigio per l'ambizioso programma edilizio per il regno di Napoli (insieme a lui furono chiamati anche Luigi Vanvitelli, che disegnò la Reggia di Caserta, e Ferdinando Fuga).

## Opere
Roma

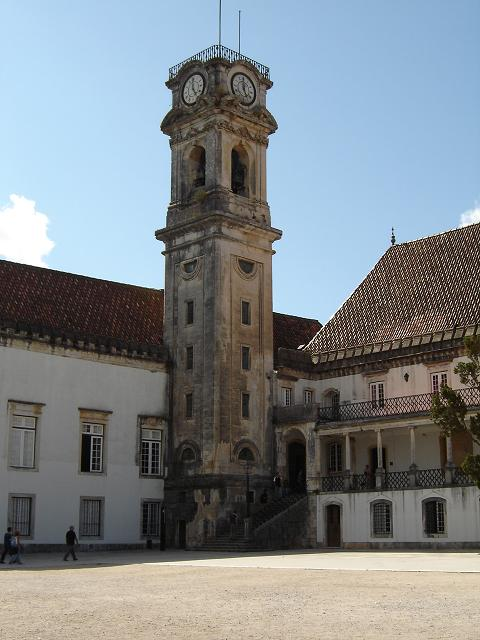
La torre dell'Università di Coimbra, Portogallo.

- Restauro della basilica dei Santi Giovanni e Paolo (1714-1718)
- Restauro della basilica di Sant'Eustachio (l'interno fu terminato da Nicola Salvi)
- Portico sulla facciata della Basilica di San Paolo fuori le mura (1725; distrutto)
- Facciata della chiesa delle Santissime Stimmate di San Francesco (1719)
- Bosco Parrasio (1723)

Lisbona
- Torre del palazzo Reale
- Lavori all'acquedotto delle Acque Libere

Napoli
- Reggia di Capodimonte
- Reggia di Portici (1738-1759)

Maddaloni
- Basilica del Corpus Domini (Maddaloni)

Coimbra
- Torre dell'Università di Coimbra, o Torre da Cabra (1728-1733), attribuito

Pare inoltre che abbia partecipato, con altri famosi architetti dell'epoca, alla stesura definitiva del progetto del Palazzo Nazionale di Mafra.